# Weird!
Weird! es el segundo álbum de estudio del cantante británico Yungblud. Fue lanzado el 4 de diciembre de 2020 a través de Locomotion Recordings, Geffen Records e Interscope Records. Originalmente estaba programado para el 13 de noviembre de 2020, el lanzamiento del álbum se retrasó debido a la pandemia de COVID-19. Es el primer álbum de Yungblud desde 21st Century Liability (2018).
El álbum fue apoyado por seis sencillos: "Weird!", "Strawberry Lipstick", "God Save Me, but Don't Drown Me Out", "Cotton Candy", "Mars" y "Acting Like That", y contiene colaboraciones con Machine Gun Kelly y Travis Barker.

## Sencillos
La canción principal fue el primer sencillo lanzado del álbum. Se puso a disposición el 27 de abril de 2020 y fue descrito por el propio Yungblud como "una canción que escribio cuando sintó que el mundo estaba en un momento muy raro". "Strawberry lipstrick", el próximo sencillo, fue lanzado el 16 de julio de 2020. Su video musical oficial, dirigido por Christian Breslauer, fue lanzado el mismo día.
El 17 de septiembre de 2020, el álbum estuvo disponible para pre-pedido y la canción "God save me, but don't drown me out" fue lanzado el mismo y su video musical oficial, dirigido por Yungblud, fue lanzado el 4 de septiembre de 2020. "cotton candy" se estrenó el 9 de octubre de 2020 y su esperado video musical oficial, dirigido por Tanu Muino fue lanzado el 15 de octubre de 2020.
El 28 de abril de 2020, Yungblud se presentó en "The Late Late Show with James Corden" para debutar la canción principal del álbum.

## Lista de canciones
| Weird! digital track listing |                                            |               |          |  |
| N.º                          | Título                                     | Productor(es) | Duración |  |
| 1.                           | «Teresa»                                   | Yungblud      | 3:24     |  |
| 2.                           | «Cotton Candy»                             | Yungblud      | 2:47     |  |
| 3.                           | «Strawberry Lipstick»                      | Yungblud      | 2:43     |  |
| 4.                           | «Mars»                                     | Cervini       | 3:01     |  |
| 5.                           | «Superdeadfriends»                         | Yungblud      | 2:20     |  |
| 6.                           | «Love Song»                                | Yungblud      | 4:00     |  |
| 7.                           | «God Save Me, but Don't Drown Me Out»      | Yungblud      | 3:37     |  |
| 8.                           | «Ice Cream Man»                            | Yungblud      | 3:12     |  |
| 9.                           | «Weird!»                                   | Yungblud      | 3:03     |  |
| 10.                          | «Charity»                                  | Yungblud      | 3:39     |  |
| 11.                          | «Acting Like That» (con Machine Gun Kelly) | Barker        | 3:11     |  |
| 12.                          | «It's Quiet in Beverly Hills»              | Yungblud      | 2:36     |  |
| 13.                          | «The Freak Show»                           | Yungblud      | 4:27     |  |

## Posicionamiento en lista
| Lista (2020)                   | Mejor posición |
| ------------------------------ | -------------- |
| Alemania (Offizielle Top 100)  | 21             |
| Australia (ARIA)               | 6              |
| Austria (Ö3 Austria)           | 39             |
| Bélgica (Ultratop flamenca)    | 26             |
| Bélgica (Ultratop valona)      | 118            |
| Irlanda (OCC)                  | 28             |
| Italian Albums (FIMI)          | 80             |
| Países Bajos (Album Top 100)   | 57             |
| Polonia (ZPAV)                 | 47             |
| Reino Unido (UK Albums Chart)  | 1              |
| República Checa (ČNS IFPI)     | 94             |
| US Billboard 200               | 75             |
| US Top Rock Albums (Billboard) | 10             |